# Polanco
Polanco – gmina w Hiszpanii, w prowincji Kantabria, w Kantabrii, o powierzchni 17,97 km². W 2011 roku gmina liczyła 5486 mieszkańców.